# Hinzuanius mauriticus
Hinzuanius mauriticus – gatunek kosarza z podrzędu Laniatores i rodziny Biantidae.

## Występowanie
Gatunek występuje na Mauritiusie.